# Musique bulgare
 (février 2025).
 (février 2025).
Si vous disposez d'ouvrages ou d'articles de référence ou si vous connaissez des sites web de qualité traitant du thème abordé ici, merci de compléter l'article en donnant les références utiles à sa vérifiabilité et en les liant à la section « Notes et références ».
La musique bulgare s'inscrit dans le cadre des traditions des Balkans, où se croisent les influences byzantines, slaves et ottomanes. La présence traditionnelle de l'instrument gaïta atteste d'une très ancienne présence et des échanges culturels des Thraces avec le monde celtique. Cette musique a été rendue célèbre récemment grâce au succès obtenu par Le Mystère des voix bulgares, un chœur féminin typique, excellant dans les harmonies vocales.
S'il existe une grande tradition vocale polyphonique officielle qui, si elle est encore folklorique, n'en est plus tout à fait traditionnelle, il se trouve aussi différentes musiques instrumentales héritées des traditions tsigane et turque, qui est dédiée aux danses et aux festivités calendaires ou cérémonielles.

## Musique traditionnelle

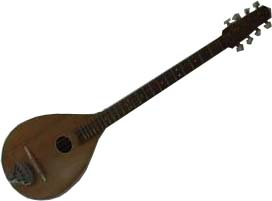
Tambura.

Elle est très variée et diffère selon les régions et les périodes de l'année (Noël, nouvel an, Fête de Saint-Lazare, Constantin). Autant chantée par les hommes que les femmes, lors de réunions amicales sedenka, lors des travaux des champs (en antiphonie ou monophonie), lors des mariages ou des funérailles, lors des quêtes (koleda et lazaristsa), lors des marchés (penopoiki), lors des danses (horovodna), la musique précède et accompagne la vie quotidienne. Nombre de ballades célébrant le haïdouk (« brigand ») sont accompagnées à table (pesni na trapeza) au luth tamboura ou à la vièle gadoulka.
Comme dans les autres pays de l'Est, pour des raisons de lutte idéologique, la musique folklorique (ou fakelore) est privilégiée et encouragée. Un musicien tel que Filip Koutev s'attache à la rendre encore plus populaire par des arrangements et c'est lui qui créa le chœur de la télévision bulgare connu sous le nom « Le Mystère des voix bulgares ». Ces chants polyphoniques (dvouglas) doivent leur spécificité à leurs rythmes syncopés, leurs bourdons, l'usage de l'intervalle de la seconde majeure provoquant une diaphonie et au vibrato (tresene) de la chanteuse principale. En 1965, le Festival national de musique bulgare de Koprivchtitsa fut créé et se déroule encore tous les cinq ans.
Profitant de cet engouement, des musiciens traditionnels développèrent les capacités de leurs instruments, tels Kostadin Varimezov et Nikola Atanasov (gaïta), Mihail Marinov et Atanas Vulchev (gadoulka), et Stoyan Chobanov, Nikola Ganchev ou Stoyan Velichkov (kaval).
À côté de cette musique officielle se développe de manière discrète la musique de mariage des brass bands (nefesli orkestar) sous l'influence tant occidentale que tzigane, jusqu'à ce qu'en 1986 un festival leur soit consacré à Stambolovo[Lequel ?], consacrant la virtuosité de clarinettistes tel Ivo Papazov ou d'accordéonistes tels Boris Karlov, Kosta Kolev et Ibro Lolov. 
Les danses bulgares elles aussi sont bâties sur des rythmes complexes, « boiteux » (aksak), à l'aide d'un mélange de combinaisons de temps courts (2 unités) et de temps longs (3 unités) ainsi lesnoto et cetvorno (7/8, 3-2-2), kopanitsa (11/16, 2-2-3-2-2), Račenica (7/8 ou 7/16, 2-2-3), daicovo en 9/8 (2-2-2-3), pajduška (5/8, 2-3), pravo horo (en 4/4 ou 6/8), kjucek (4/4 : 3-3-2 ou 9/8 : 2-2-2-3) et sborenka (2/4).

## Musique classique

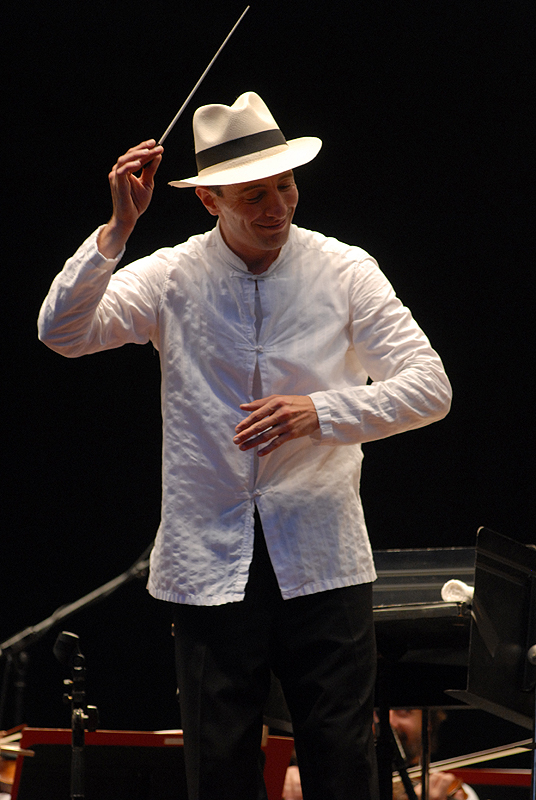
Rossen Milanov.

Il existe une riche école de musique classique en Bulgarie depuis 1860, avec des compositeurs et des chanteurs de renommée internationale : Evgueniy Alexiev, Gheorghi Arnaoudov, Boris Christoff, Ghena Dimitrova, Stefan Dragostinov, Nicola Ghiuselev, Nicolaï Ghiaurov, Parashkev Hadjiev, Dobri Khristov, Raina Kabaivanska, Vesselina Kasarova, Anatoli Krastev, Neva Krysteva, Konstantin Iliev, Rossen Milanov, Milen Nachev, Atanas Ourkouzounov, Dobrin Petkov, Svetla Protich, Anna-Maria Ravnopolska-Dean, Emil Tabakov, Emil Tchakarov, Nayden Todorov, Anna Tomowa-Sintow, Hristo Tsanoff, Georgi Tutev, Pancho Vladiguerov
et Veneta Vicheva.

## Musique populaire
La Bulgarie n'est pas en reste[style à revoir] pour ces musiques avec des artistes renommés tels Elitsa Todorova et Stoyan Yankoulov, Mariana Popova et Krassimir Avramov (Concours Eurovision), Milcho Leviev et Sabin Todorov (jazz), Ivo Papazov, Nikola Parov et Irfan (world) et Desi Slava (turbo folk).
Il existe un courant de petits ensembles nommés tchalguia (auparavant interdit par le régime communiste) mêlant folklore bulgare, musique pop des Balkans et des influences turco-arabes. Des groupes modernes lancent leur propre style appelé tchalga, tels que les Pomorians, duo acoustique avec Yanko au bouzouki et Kemmi à la guitare. Ces deux musiciens ajoutent également à leur spectacle divers instruments tels que tarambuka et percussions. L'artiste de nos jours[Quand ?] qui est la plus appréciée dans ce domaine musicale est Preslava.

## Instruments traditionnels
Les instruments à vent comprennent : accordéon, clarinette, dadouk, gaïta, kaval, saxophone, et zurna. Les instruments à cordes comprennent :  gadoulka et  tamboura. Les percussions : tarabouka, klepalo, et toupan.